# Огоньки (Крым)
Огоньки́ (до 1948 года Орта́-Эли́; укр. Огоньки, крымскотат. Orta Eli, Орта Эли) — село в Ленинском районе Крыма, входит в состав Челядиновского сельского поселения (согласно административно-территориальному делению Украины — Челядиновского сельсовета Автономной Республики Крым).

## Население
| 2001 | 2014 |
| ---- | ---- |
| 140  | ↘96  |

Всеукраинская перепись 2001 года показала следующее распределение по носителям языка
| Язык             | Процент |
| ---------------- | ------- |
| русский          | 60.71   |
| крымскотатарский | 32.86   |
| украинский       | 4.29    |
| другие           | 0.71    |

### Динамика численности
| - 1805 год — 87 чел. - 1864 год — 182 чел. - 1889 год — 1209 чел. - 1892 год — 182 чел. - 1902 год — 199 чел. - 1915 год — 101/153 чел. | - 1926 год — 320 чел. - 1939 год — 324 чел. - 2001 год — 140 чел. - 2009 год — 122 чел. - 2014 год — 96 чел. |

## Современное состояние
На 2017 год в Огоньках числится 4 улицы; на 2009 год, по данным сельсовета, село занимало площадь 25 гектаров на которой, в 55 дворах, проживало 122 человека. Огоньки связаны автобусным сообщением с Керчью и соседними населёнными пунктами.

## География
Расположено на юго-востоке района и Керченского полуострова, у впадения в Тобечикское озеро маловодной балки Ичкин-Джилга, высота центра села над уровнем моря 10 м. расстояние до районного центра Ленино примерно 70 километров (по шоссе), ближайшая железнодорожная станция — Керчь — около 25 километров. Транспортное сообщение осуществляется по региональной автодороге 35Н-327 Челядиново — Огоньки — Марьевка (по украинской классификации — С-0-10820).

## История
Первое документальное упоминание села встречается в Камеральном Описании Крыма… 1784 года, судя по которому, в последний период Крымского ханства Арта Эли входил в Дин Керченский кадылык Кефинского каймаканства. После присоединения Крыма к России (8) 19 апреля 1783 года, (8) 19 февраля 1784 года, именным указом Екатерины II сенату, на территории бывшего Крымского Ханства была образована Таврическая область и деревня была приписана к Левкопольскому, а после ликвидации в 1787 году Левкопольского — к Феодосийскому уезду Таврической области. Перед Русско-турецкой войной 1787—1791 годов производилось выселение крымских татар из прибрежных селений во внутренние районы полуострова, в ходе которого в Орта-Эли был переселён 107 человек. В конце войны, 14 августа 1791 года всем было разрешено вернуться на место прежнего жительства. После Павловских реформ, с 1796 по 1802 год, входила в Акмечетский уезд Новороссийской губернии. По новому административному делению, после создания 8 (20) октября 1802 года Таврической губернии, Орта-Эли был включён в состав Акмозской волости Феодосийского уезда.
По Ведомости о числе селений, названиях оных, в них дворов… состоящих в Феодосийском уезде от 14 октября 1805 года , в деревне Ортель числилось 10 дворов и 87 жителей. На военно-топографической карте генерал-майора Мухина 1817 года деревня Орта сараймин обозначена с 30 дворами. После реформы волостного деления 1829 года Ортель, согласно «Ведомости о казённых волостях Таврической губернии 1829 года», отнесли к Чурубашской волости (переименованной из Аккозской). На карте 1836 года в деревне Ортель (Орта-Эли) 24 двора, как и на карте 1842 года.
В 1860-х годах, после земской реформы Александра II, деревню приписали к Сарайминской волости. Согласно «Списку населённых мест Таврической губернии по сведениям 1864 года», составленному по результатам VIII ревизии 1864 года, Ортель (Орта-Эли) — владельческая татарская деревня с 25 дворами, 182 жителями и мечетью при Тобечикском соляном озере. По обследованиям профессора А. Н. Козловского начала 1860-х годов, в селении колодцы были глубиной от 2 до 5 саженей (от 4 до 10 м), все с солёной водой. Также имелись ауты, которые высыхали в течение лета (Аут — небольшой пруд в степном Крыму, наполнявшийся дождевой и талой водой). На трёхверстовой карте Шуберта 1865—1876 года в деревне Ортель обозначено 20 дворов. По «Памятной книге Таврической губернии 1889 года», по результатам Х ревизии 1887 года, в деревнях Коп-Сараймин, Кият-Сараймин, Ортель и Коп-Кочеген вместе числилось 224 двора и 1209 жителей. По «…Памятной книжке Таврической губернии на 1892 год» в Тобечике (вместе с Ортелью), входившем в Сарайминское сельское общество, числилось 8 жителей в 2 домохозяйствах, а в безземельном Тобечике, не входившем в сельское общество — 174 жителя, домохозяйств не имеющих. На верстовой карте Крыма 1896 года в селении обозначено 64 двора с татарско-русским населением. По «…Памятной книжке Таврической губернии на 1902 год» в деревне Ортель, входившей в Сарайминское сельское общество, числилось 199 жителей в 3 домохозяйствах. По Статистическому справочнику Таврической губернии. Ч.II-я. Статистический очерк, выпуск пятый Феодосийский уезд, 1915 год, в деревне Ортель (Орта-Эли) Сарайминской волости Феодосийского уезда числилось 49 дворов (4 двора с землёй, 45 — безземельные) с татарским населением в количестве 101 человека приписных жителей и 153 человек «посторонних», из которых 129 мужчин и 125 женщин. Жители владели 1058 десятинами удобной земли. В хозяйствах имелось 150 лошадей, 60 волов, 75 коров и 890 голов овец, свиней, или коз.
После установления в Крыму Советской власти, по постановлению Крымревкома, 25 декабря 1920 года из Феодосийского уезда был выделен Керченский (степной) уезд, а, постановлением ревкома № 206 «Об изменении административных границ» от 8 января 1921 года была упразднена волостная система и в составе Керченского уезда был создан Керченский район в который вошло село (в 1922 году уезды получили название округов. 11 октября 1923 года, согласно постановлению ВЦИК, в административное деление Крымской АССР были внесены изменения, в результате которых округа были отменены и основной административной единицей стал Керченский район в который вошло село, в который включили село. Согласно Списку населённых пунктов Крымской АССР по Всесоюзной переписи 17 декабря 1926 года, в селе Орта-Эли (или Ортель) Сарайминского сельсовета Керченского района числился 71 двор, из них 69 крестьянских, население составляло 320 человек (148 мужчин и 172 женщины). В национальном отношении учтено 224 татарина, 84 украинца и 12 русских, действовала татарская школа. Постановлением ВЦИК «О реорганизации сети районов Крымской АССР» от 30 октября 1930 года (по другим сведениям 15 сентября 1931 года) Керченский район упразднили и село включили в состав Ленинского, а, с образованием в 1935 году Маяк-Салынского района (переименованного 14 декабря 1944 года в Приморский) — в состав нового района. По данным всесоюзной переписи населения 1939 года в селе проживало 324 человека. На подробной карте РККА Керченского полуострова 1941 года в Орта-Эли обозначено 56 дворов.
В 1944 году, после освобождения Крыма от фашистов, согласно Постановлению ГКО № 5859 от 11 мая 1944 года, 18 мая крымские татары были депортированы в Среднюю Азию. 12 августа 1944 года было принято постановление № ГОКО-6372с «О переселении колхозников в районы Крыма» и в сентябре того же года в район приехали первые новоселы 204 семьи из Тамбовской области, а в начале 1950-х годов последовала вторая волна переселенцев из различных областей Украины. С 25 июня 1946 года Орта-Эли в составе Крымской области РСФСР. Указом Президиума Верховного Совета РСФСР от 18 мая 1948 года, Орта-Эли переименовали в Огоньки. Указом Президиума Верховного Совета УССР «Об укрупнении сельских районов Крымской области», от 30 декабря 1962 года Приморский район был упразднён и село вновь присоединили к Ленинскому. Время включения в Приозёрновский сельсовет пока не установлено: на 15 июня 1960 года село уже числилось в его составе. Между 1 июня 1977 года (на эту дату село ещё числилось в составе Приозёрновского) и 1985 годом (в перечнях административно-территориальных изменений после этой даты не упоминается) Огоньки передали в Челядиновский сельсовет. По данным «Крымскотатарской энциклопедии» в села, по данным переписи 1989 года, проживало 406 человек, что не согласуется с другими статистическими данными. С 12 февраля 1991 года село в восстановленной Крымской АССР, 26 февраля 1992 года переименованной в Автономную Республику Крым. С 21 марта 2014 года в составе Крыма аннексировано Россией.